# 생물지구화학적 순환

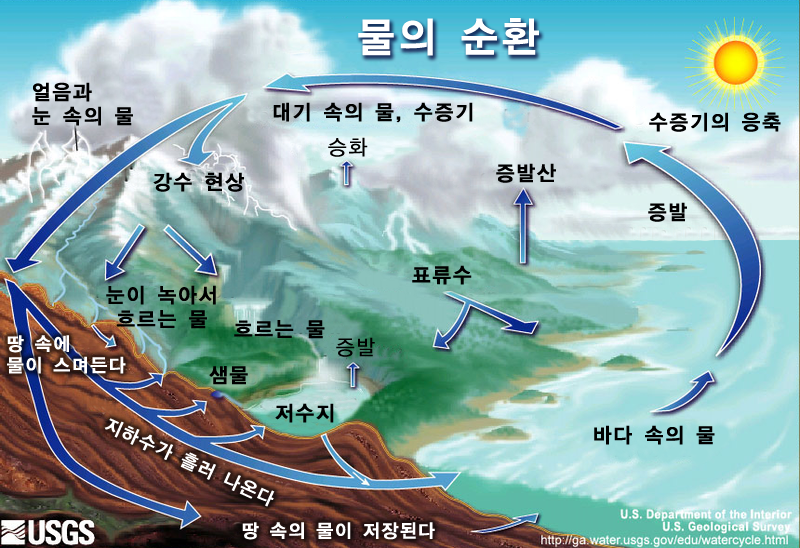
생물지구화학적 순환의 한 예로 물의 순환을 들 수 있다.

생물지구화학적 순환(生物地球化學的循環)은 생태학과 지구 과학 분야에서 화학 원소나 분자가 지구의 생물권과 비생물권 (암권, 대기권, 수권)을 통해 움직이는 현상을 가리킨다. 영양의 순환이라 부르기도 한다. 원소는 재순환하지만 원소가 오랜 시간 동안 쌓이거나 (물이 바다나 호수에 모이는 것처럼) 한곳에 모여 있기도 한다. 이를테면 물은 늘 물의 순환을 통하여 순환한다. 물은 증발, 응축, 강수라는 과정을 거쳐 깨끗한 물이 되어 지구로 되돌아온다. 화학 원소, 화합물 등의 형태로 된 물질은 하나의 유기체에서 다른 유기체로 옮겨다니고 생물권의 일부에서 다른 곳으로 옮겨다니는 이 모든 과정은 생물지구화학적 순환을 통하여 이루어진다.

## 중요한 순환
가장 잘 알려져 있는 중요한 생물지구화학적 순환으로는 이를테면 탄소의 순환, 질소의 순환, 산소의 순환, 인의 순환, 황의 순환, 물의 순환이 있다. 새롭게 연구 중인 생물지구화학적 순환으로는 이를테면 수은의 순환과 생물에 영향을 미칠 수 있으면서도 사람이 만들어낸 아트라진이 있다.

생명에 필수적인 전 세계 생물지구화학적 순환
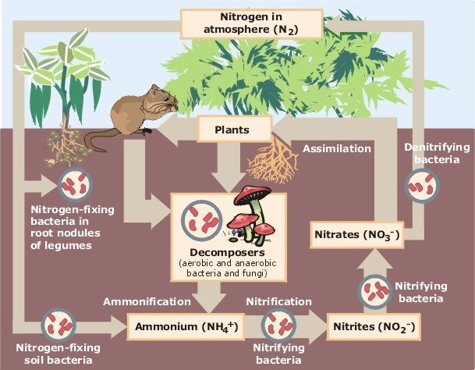
질소의 순환
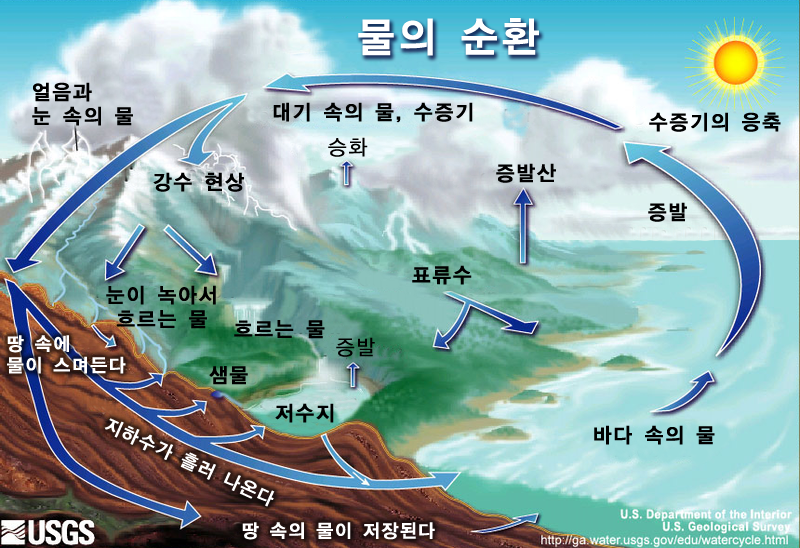
물의 순환
탄소의 순환
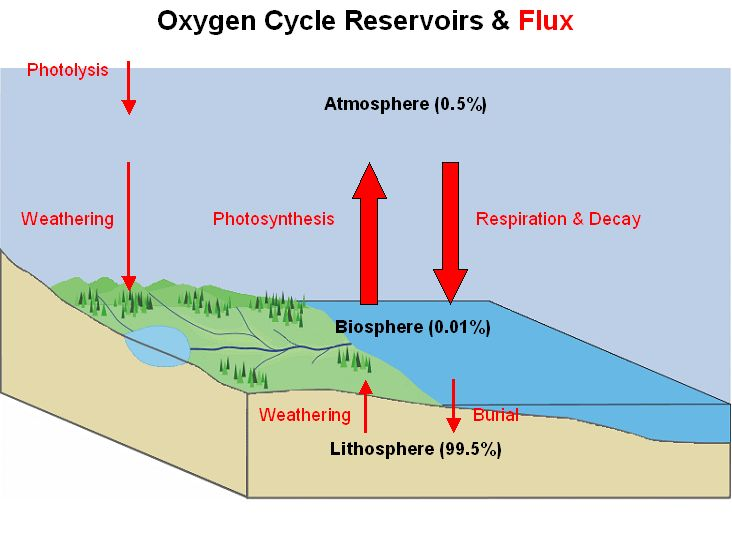
산소의 순환
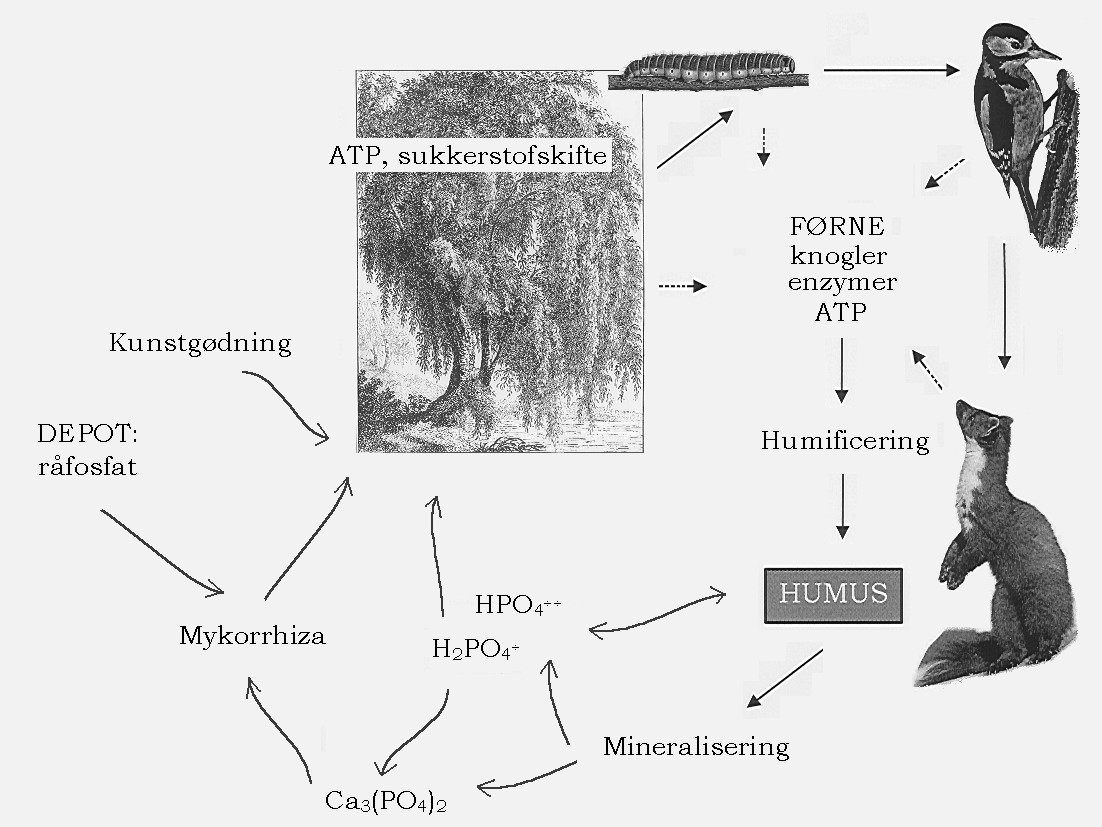
인의 순환

## 같이 보기
- 생물 다양성

- 생태계
- 순환
  - 물의 순환
  - 산소의 순환
  - 영양소 순환 (Nutrient cycle)
  - 질소의 순환
  - 탄소의 순환
  - 인의 순환
  - 황의 순환 (Sulfur cycle)
- 자연
- 자연 환경
- 학문
  - 생물지구화학 (biogeochemistry)
  - 생태학
  - 지구과학
  - 토양동물학 (Soil zoology)